# Laval-d'Aurelle
Laval-d'Aurelle era una comuna francesa situada en el departamento de Ardèche, en la región de Auvernia-Ródano-Alpes, que desde el 1 de enero de 2019 pasó a ser una comuna delegada de la comuna nueva de Saint-Laurent-les-Bains-Laval-d'Aurelle.
Tiene una población estimada, a inicios de 2021, de 28 habitantes.

## Demografía
| 90 | 82 | 70 | 50 | 50 | 48 | 28 |
| Para los censos de 1962 a 1999 la población legal corresponde a la población sin duplicidades (Fuente: INSEE [Consultar]) |    |    |    |    |    |    |